# Myotis insularum
Myotis insularum (Dobson, 1878) è un pipistrello della famiglia dei Vespertilionidi endemica probabilmente delle Isole Samoa.

## Descrizione

### Dimensioni
Pipistrello di piccole dimensioni, con la lunghezza della testa e del corpo di 41 mm, la lunghezza dell'avambraccio di 35,5 mm, la lunghezza della coda di 38 mm, la lunghezza del piede di 7,7 mm, la lunghezza delle orecchie di 15 mm,.

### Aspetto
Il colore generale del corpo è nero, con la punta dei peli marrone chiaro. Le orecchie sono relativamente corte, con il margine anteriore diritto o leggermente concavo all'estremità. Il trago è lungo, diritto e appuntito, con un piccolo lobo rotondo alla base. Le ali sono attaccate posteriormente alla base delle dita dei piedi, i quali sono piccoli. La coda è lunga ed inclusa completamente nell'ampio uropatagio.

## Distribuzione e habitat
Questa specie è conosciuta soltanto dall'olotipo depositato presso il Natural History Museum di Londra e originariamente descritta come provenire dalle Isole Samoa, ma che attualmente è considerato un dato non attendibile. Si potrebbe invece trattare di un esemplare vagante, originario forse dell'Australia.

## Conservazione
La IUCN Red List, considerata l'incertezza sulla sua posizione tassonomica e che è conosciuta soltanto dall'olotipo la cui origine è probabilmente errata, classifica M.insularum come specie con dati insufficienti (DD).